# Frozen Crown
Frozen Crown ist eine 2017 gegründete Power-Metal-Band aus Mailand, Italien. Die Band ist bei Napalm Records unter Vertrag.

## Bandgeschichte
Frozen Crown wurde 2017 gegründet. Neben der Veröffentlichung eigener Alben begleiten sie hauptsächlich als Vorgruppe bekanntere Metal-Bands. Im Jahr 2019 begleiteten sie Elvenking auf ihrer „3 Ways To Magick“ Tournee (davon fünf Konzerte in Deutschland). In einem Konzertbericht für das Magazin metal.de notierte Redakteur Christian Plath eine durchwachsene Reaktion des deutschen Publikums: „[...] irgendwie will der Funke bei Frozen Crown nicht so wirklich überspringen. Obwohl sich alle auf der Bühne Mühe geben, das Publikum zu begeistern.“ Im Jahr 2020 begleitete Frozen Crown die komplette „Extreme Power Metal Tour 2020“ von Dragonforce (zwei Konzerte in Deutschland).  Am 29. Januar 2021 wurde offiziell bekannt gegeben, dass 	Alberto Mezzanotte, Talia Bellazecca und Filippo Zavattari die Band im Lauf des Jahres 2020 verlassen haben um sich auf persönliche Projekte zu konzentrieren. Alle drei Mitglieder haben am dritten Studioalbum Winterbane noch mitgewirkt. Zeitgleich kündigte die Band an, zeitnah neue Bandmitglieder vorzustellen. Am 18. Februar 2021 wurden als neue Bandmitglieder Fabiola „Sheena“ Bellomo (Gitarre), Francesco Zof (Bass) und Niso Tomasini (Schlagzeug) präsentiert.
Während die ersten vier Alben bei Scarlet Records erschienen, wurden 2024 zusammen mit dem fünften Album auch der Wechsel zu Napalm Records und Alessia Lanzone als sechstes Bandmitglied angekündigt.

## Stil
Frozen Crown bezeichnet sich selbst als „female fronted“ Power-Metal-Band mit Einflüssen von klassischem Heavy Metal sowie Melodic Death Metal. Die Texte der Band sind in englischer Sprache. Der Musikstil wurde beschrieben als „in der Schnittmenge zwischen Sonata Arctica, Nightwish und Orden Ogan“. Frozen Crown hebt sich von anderen Bands im (von Männern dominierten) Genre durch den fast ausschließlich weiblichen Gesang ab.

## Diskografie
Alben
- 2018: The Fallen King
- 2019: Crowned in Frost
- 2021: Winterbane
- 2023: Call of the North
- 2024: War Hearts

Singles
- 2017: The Shieldmaiden
- 2018: Kings
- 2019: Neverending
- 2021: Far Beyond
- 2022: Call of the North
- 2023: Victorious
- 2024: Steel and Gold